# بجيلة بنت صعب
بجيلة بنت صعب بن سعد العشيرة أم جاهلية يمانية ينسب إليها البجليون، وهم بنوها من زوجها، وكانوا استوطنوا الحجاز واليمن قبـل الإسلام، ثم انقرضوا أيام الفتح، فلم يبق منهم في مواطنهم إلا القليل القليل من بعض اليمن.